# Pedro Antonio Llull
Pere Antoni Llull (Menorca, Maó ? - Menorca, Maó, 15 de febrer de 1806) fou Mestre de Capella i organista de la Parròquia de Santa Maria de Maó, on obres de música eclesiàstica.